# سه عضو صلیب سرخ
سه عضو صلیب سرخ (اسپانیایی: Tres de la Cruz Roja‎) یک فیلم کمدی اسپانیایی است که در سال ۱۹۶۱ منتشر شد.

## خلاصه داستان
خاسینتو، پپه و مانولو سه دوست و هوادار باشگاه فوتبال رئال مادرید هستند که از قیمت بالای بلیت ورزشگاه سانتیاگو برنابئو ناراضی هستند. آنها عضو صلیب سرخ اسپانیا می‌شوند تا بدین ترتیب دسترسی رایگان به مسابقات فوتبال پیدا کنند. اما به محض ورود به آنجا، خودخواهی خود را کنار می‌گذارند و برای هدف اصلی صلیب سرخ کار می‌کنند.

## گزیدهٔ بازیگران
- خوزه لوئیس لوپس باسْکِس
- اتل روخو
- خسوس پوئنته
- تونی لوبلان
- لیسیا کالدرون
- آمپارو بارو
- لالی سولدویلا
- لولا گائوس
- خسوس گوسمن
- ماریبل مارتین